# Contessa
Contessa is de typebenaming voor een driedelig elektrisch treinstel dat in Zweden geclassificeerd wordt als X31 en X32 en in Denemarken als ET. De treinstellen zijn besteld door door de Zweedse spoorwegmaatschappij Statens Järnvägar (SJ) en de Deense spoorwegmaatschappij Danske Statsbaner (DSB) voor de Øresundståg. De treinstellen zijn gebouwd door Bombardier (voorheen Adtranz), Kalmar Verkstad en ASEA.

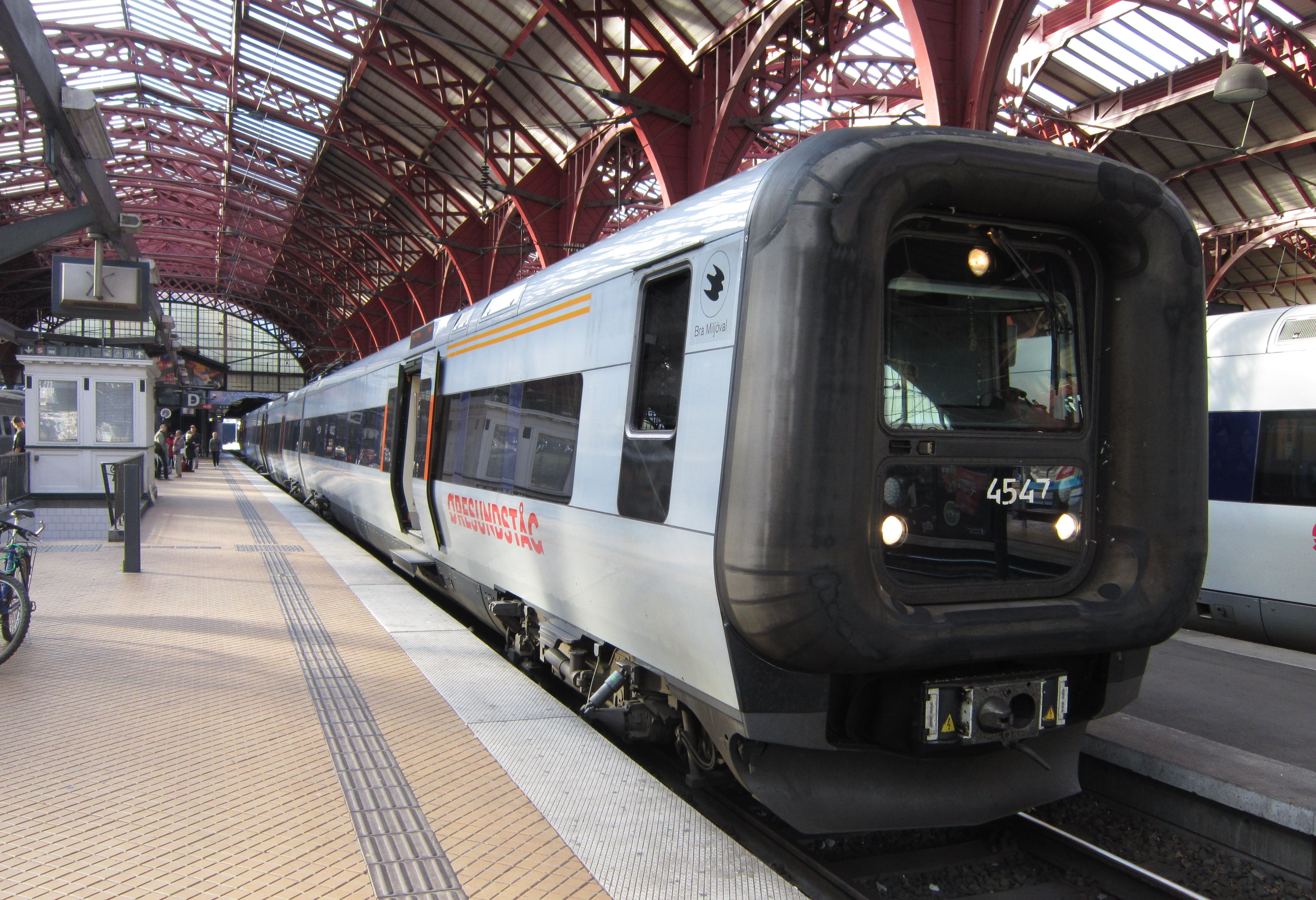
Treinstel 4547 op het centraal station van Kopenhagen

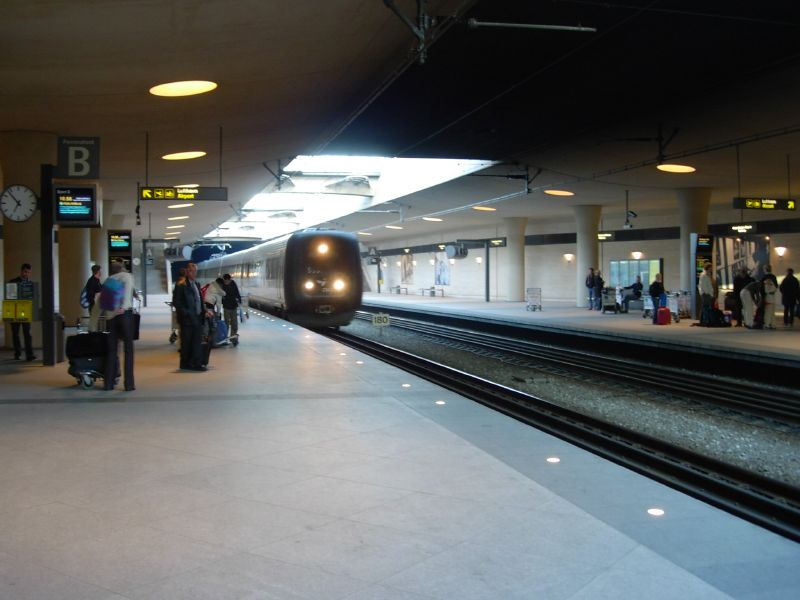
Øresund-trein op de Luchthaven Kastrup

## Geschiedenis
Voor het treinverkeer tussen Malmö en Kopenhagen bestelden SJ en DSB in de jaren negentig nieuwe treinstellen. Deze treinstellen moesten kunnen rijden op de bovenleidingspanning en beveiligingsystemen van de verschillende landen. De fabrikant voor treinstellen werd Kalmar Verkstad in Kalmar (later overgenomen door Adtranz) en de fabrikant voor de elektrische apparatuur werd Allmänna Svenska Elektriska Aktiebolaget (Asea) in Västerås. De stellen werden gebaseerd op de IC3-treinstellen van de DSB.
Vanaf 2002 ging in Zweden een variant van de Contessa in dienst, welke was ingericht voor langere afstanden. Door de veranderingen in het interieur werden deze treinen niet ingezet op Øresundståg-treinen die de Sontbrug overstaken, deze treinen stonden bekend als X32. Deze treinstellen zijn in 2007 verbouwd naar het interieur van de X31. 
Na 2000 werden regelmatig extra treinstellen besteld, de laatste treinstellen werden in 2012 geleverd. De eerste 67 treinstellen werden in Zweden gebouwd. De productie van de treinstellen werd in 2005 overgebracht naar de Bombardier-fabrieken in de Duitse plaatsen Hennigsdorf en Bautzen.
In de periode tussen 2016 en 2023 zijn alle treinen gemoderniseerd, eventuele verschillen tussen deelseries zijn hierbij gelijk getrokken. 

### Eigendom
De eerste serie treinstellen werd gelijk verdeeld tussen de Zweedse spoorwegmaatschappij SJ en de Deense spoorwegmaatschappij DSB. Doordat SJ sinds 2009 niet meer de treindienst uitvoert op Zweeds grondgebied zijn deze treinstellen, evenals nieuw aangeschafte treinstellen overgedragen aan de vervoersautoriteiten in Zweden. De Deense treinstellen bleven eigendom van DSB, met uitzondering van de periode waarin DSBFirst de Øresundståg-treindienst uitvoerde. 
Met de inkorting van de Øresundståg-treindienst aan Deense zijde verviel de noodzaak van DSB om nog langer treinstellen van dit type te bezitten. De stellen werden doorverkocht aan de Zuid-Zweedse vervoersautoriteit Skånetrafiken. 

## Constructie en techniek
Een Contessa-treinstel is net geen 79 meter lang en weegt leeg ongeveer 157 ton. Het treinstel bestaat uit drie rijtuig, wat neerkomt op een leeggewicht van ongeveer 52 ton per rijtuig. In totaal biedt de trein plaats aan 229 passagiers, waaronder 20 zitplaatsen in de eerste klas en 20 klapstoelen in een lagevloersectie in het middelste rijtuig. 
De rijtuigen zijn vervaardigd uit onderhoudsvrij roestvrij staal, maar zijn lichtgrijs geverfd om visueel aan te sluiten bij de Deense aluminium-treinstellen van het type IC3. Ze zijn herkenbaar aan hun grijze kleur en kenmerkende zwarte rubberen voorkant. Technisch gezien kunnen maximaal vijf treinstellen worden gekoppeld. De bestuurderscabine kan tussen gekoppelde treinstellen weggeklapt worden om voor reizigers een vrije doorgang tussen de treinstellen te creëren. Dit is een veiligheidseis voor Öresundverbinding.Ook is de trein voor de Öresundverbinding uitgerust met een noodremoverbrugging.,
In tegenstelling tot sommige Zweedse spoorlijnen, waar de machinist verantwoordelijk is voor de veiligheid van passagiers, ligt deze verantwoordelijkheid op de Öresundverbinding bij het treinpersoneel, conform de Deense regelgeving. 
De X31-treinen worden regelmatig aan- en afgekoppeld. Dit komt doordat op de route Helsingborg–Østerport lange treinen gewenst zijn, met drie gekoppelde X31-treinen (negen rijtuigen) tijdens de spits. Op minder drukke delen van het Zweedse netwerk zijn dergelijke lange treinen niet praktisch, vanwege korte perrons en een lagere vervoersvraag.

## Treindiensten

### Huidige treindiensten
Met ingang van december 2022 worden de treinen uitsluitend ingezet op de treindiensten van de Øresundståg.

### Eerdere treindiensten
- Tussen 2002 en 2007 werden 7 treinstellen in Zweden ingezet op de verbinding tussen Göteborg en Kalmar/Karlskrona. De treinstellen die op deze verbinding gebruikt werden waren voorzien van een luxer interieur en werden in deze periode geclassificeerd als X32.
- Tussen 2000 en 2017 exploiteerde DSB de InterCity Bornholm, een treindienst tussen de Deense hoofdstad Kopenhagen en Ystad in Zweden. In Ystad bestond aansluiting op de veerdiensten naar het Deense eiland Bornholm. Deze verbinding werd in 2017 opgeheven, reizigers dienen sindsdien in Malmö over te stappen.
- Tot eind 2022 bestonden er enkele Øresundståg-verbindingen naar het Deense Odense. Ter behoeve van de simplificatie van de dienstregeling zijn deze treinen daarna verdwenen.